# Ellis Wallin

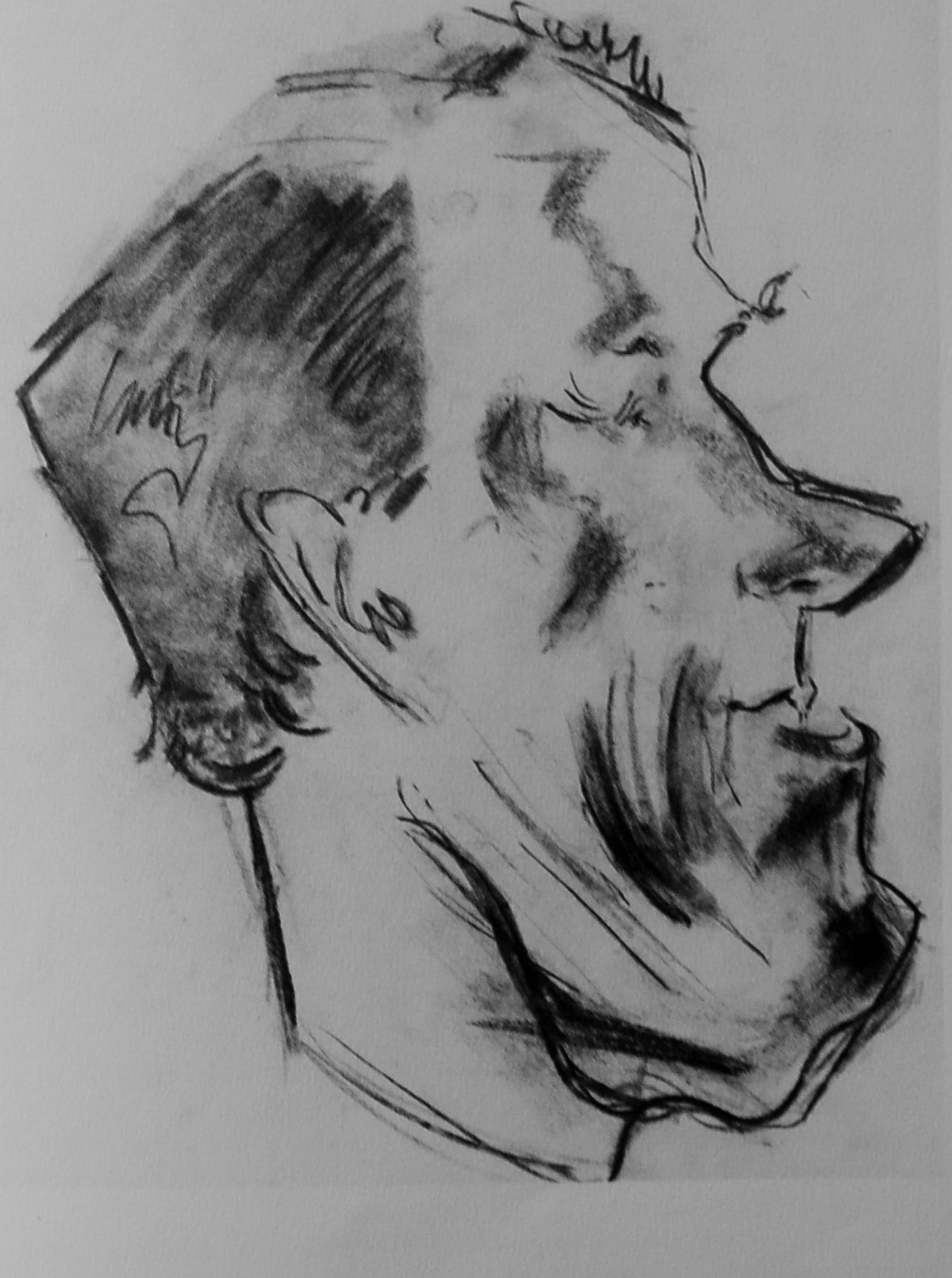
Karikatyrteckning av Ellis Wallin, teckningen är utförd av konstnären John Jon-And.

Elias Theodor ("Ellis") Wallin, född 10 december 1888 Uppsala, död 1972, var en svensk målare, grafiker och tecknare.
Han var son till smeden Olof Wallin och Julia Carlström. Han var gift 1920–1947 med Stina Winquist och från 1948 med apotekaren Ingeborg Thyreen. Wallin studerade för M Holmgren vid Tekniska skolan i Uppsala 1907–1910 och vid Althins målarskola i Stockholm 1911–1912 samt för Olle Hjortzberg och Wilhelm Smith vid Kungliga konsthögskolan 1914-1920. Med avbrott för studieresor till Italien 1920-1921 och Nederländerna 1923 var Wallin bosatt i Paris 1920-1933 där han till en början studerade vid olika akademier. Han kom i Paris i kontakt med den franska nyrealismen som han tog djupa intryck av. Han lärde känna flera franska konstnärer och kunde genom Henri Le Fauconnier och Dunoyer de Ségonzac lära sig åtskilligt om pastost belle matière-måleri som består av en uppluckrad robust bildframställning i varma tunga färgskalor med en dominans av grått, svart, brunt, blått och grönt. Med pensel och färg försökte han få fram en intressant yta som gav mycket karaktär och atmosfär på sina olja-, tempera- och gouachemålningar som han utförde i Frankrike. Hans tavlor ställdes ut på Salon des Indépendants, Salon d’automne och Salon des Tuileries åren 1926-1937 och även på separatutställningar i Paris 1927-1933 och i Rouen 1927. När han återkom till Stockholm 1933 var han en av de första svenska konstnärer som arbetade med det franska belle matière-måleriet. Han vistades periodvis i Norrland, Skåne och på västkusten för att finna motiv för sina landskapsskildringar men huvudparten av motiven hämtade han från Stockholmstrakten och hemstaden Uppsala där flera bilder i efterhand har visat sig ha ett stort kulturhistoriskt intresse. Wallin var anmärkningsvärt produktiv vilket lett till att hans målningar kan få karaktären av flyhänt rutinmålning som saknar känslans vitalitet och nyansering. Men förändringarna i hans måleri har även ett till positiva kvaliteter med ett mer känsligt och artistiskt valörstudium. 
Hans konst består av landskapsskildringar, aktstudier, stilleben och porträtt där han ofta har betonat modellens fysionomiska karaktär i en artistiskt säker summering. Förutom ett antal självporträtt porträtterade han bland annat biskop Manfred Björkquist generalerna Ernst af Klercker, Hemming Gadd och Ivar Backlund och konstnären Rudolf Hårde. Som tecknare och grafiker arbetade han med etsningar och torrnålsgravyrer med bland annat stadsvyer från 1910- och 1920-talets Uppsala samt motiv från Frankrike. 
Separat ställde han ut på Lilla utställningen i Stockholm 1927, Norrköping 1936, Västerås 1941, Helsingborg 1942, på Modern konst i hemmiljö 1964 och ett flertal gånger på Galerie Moderne Stockholm 1928–1956 och i Uppsala 1928–1938. Utomlands ställde han ut på Galerie Barreiro i Paris 1926–1933 och tillsammans med Eric Detthow och Eric Grate på Galerie Aschberg i Paris. Tillsammans med Ewald Dahlskog och Edvin Ollers ställde han ut på Göteborgs konsthall 1931, och tillsammans med Eigil Schwab och Ollers på Konstnärshuset i Stockholm 1939, i Lidköping med Carl Gunne 1944 och ett flertal gånger i Linköping tillsammans med David Wallin. Han medverkade ett flertal gånger i Svenska konstnärernas förenings utställningar i Stockholm sedan 1917 och en rad av Sveriges allmänna konstförenings salonger i Stockholm från och med 1919, Uppsalagruppens utställning på Liljevalchs konsthall 1926, Optimisternas utställning i Stockholm 1930 och 1932, utställningen Fyra optimister som visades i Göteborg och Borås 1935 och flera av Fria gruppens utställningar runt om i landet under 1950- och 1960-talen. Utanför Sverige medverkade han i förutom tidigare franska utställningar i Bryssel, Amsterdam, Tallinn, Riga och Helsingfors. Uppsala konstförening inbjöd honom till en retrospektiv utställning 1938. 
Hans verk finns representerade Nationalmuseum och Moderna museet i Stockholm, Ateneum i Helsingfors, Malmö museum, Kalmar läns museum och Göteborgs konstmuseum, Konstnärshuset, Norrköpings Konstmuseum, Eskilstuna konstmuseum, Örebro läns museum, Borås konstmuseum, Värmlands museum, Östersunds museum, Gävle museum, Västerås konstmuseum, Uppsala universitetsbibliotek, Uppsala universitet, Statens porträttsamling på Gripsholm, Pau museum och Tours museum.
Han var styrelseledamot i Konstnärsklubben 1936-1947 och utnämndes till hedersledamot 1958 samt medlem i Konstnärernas riksorganisation och Svenska konstnärernas förening. 